# West Coast vs. Wessex
West Coast vs. Wessex is een splitalbum van de Amerikaanse punkrockband NOFX en de Engelse folkpunkmuzikant Frank Turner met zijn band Frank Turner & The Sleeping Souls. Het album werd uitgegeven op 31 juli 2020 via het platenlabel Fat Wreck Chords op cd en lp. De split bevat covers van elk van nummers van de ander: vijf van NOFX en vijf van Frank Turner. Het werk werd redelijk positief ontvangen door recensenten.

## Uitgave
De samenwerking en de albumtitel, het hoesontwerp en de nummers werden voor het eerst aangekondigd en bekend gemaakt op 1 juni 2020. Twee nummers van West Coast vs. Wessex werden beschikbaar gesteld voor streamen, namelijk "Thatcher Fucked the Kids" van NOFX (oorspronkelijk van Frank Turner) en "Bob" van Frank Turner (oorspronkelijk van NOFX). Twee bijhorende videoclips werden eveneens gepubliceerd. "Falling in Love" kwam vervolgens eind die maand op 29 juni online om te streamen. Het gehele album zelf was vanaf 30 juli te streamen, een dag voor de officiële en fysieke uitgave die volgde op 31 juli door Fat Wreck Chords.

## Achtergrond
De titel van het album, West Coast vs. Wessex, verwijst respectievelijk naar de westkust van de Verenigde Staten, waar NOFX vandaan komt, en naar Wessex, een regio in het uiterste zuiden van Engeland, waar Frank Turner vandaan komt.
Frank Turner en NOFX-frontman Fat Mike hadden in de loop van de jaren voorafgaand aan West Coast vs. Wessex reeds eerder de mogelijkheid tot een dergelijke samenwerking besproken, en ook de eventuele aanpak die ze daarbij zouden nemen. Bij het opnemen van "West Coast vs. Wessex" streefden beiden ernaar om elkanders nummers anders te interpreteren dan dat ze oorspronkelijk opgenomen waren. Toen de twee besloten het album daadwerkelijk op te gaan nemen, besloten ze eveneens om de samenwerking niet verder met elkaar te bespreken. Op deze manier zou Turner geen invloed kunnen uitoefenen op het werk van NOFX, en vice versa. Daarover zei Turner het volgende:
"Het heeft geen zin om een soortgelijke coverversie te doen. Je kunt dan net zo goed naar het origineel luisteren. Dus met dat in gedachten, hebben we de filosofie hiervan niet echt besproken, totdat het zoiets was van: "Wil je het doen?" En ik denk dat we allebei begrepen dat we het serieus zouden aanpakken."— Frank Turner
Over de keuze van de nummers merkte Turner op dat hij de NOFX-nummers koos waarvan hij dacht dat hij ze anders kon interpreteren qua stijl. Hij merkte daarbij ook op dat hij enkele minder bekende NOFX-nummers had gekozen.
"Ik wilde proberen liedjes te kiezen, waarvan ik het gevoel had dat mijn band en ik er iets nieuws mee konden bijdragen. [...] Maar het viel me wel op dat het gaaf zou zijn om aan de terloopse NOFX-fan, die niet weet wie ik ben, te laten zien dat ik daadwerkelijk een fan ben. Ik ging niet alleen maar naar Spotify om daar de vijf meest beluisterde nummers te kiezen."— Frank Turner
Fat Mike gaf aan een soortgelijke aanpak te hebben gevolgd. Fat Mike merkte ook op dat, aangezien Frank Turner er alleen voor koos om NOFX-nummers uit de jaren 90 te spelen, hij ook een deel van Frank Turners vroegere werk zou coveren.
"Ik luisterde naar al zijn platen, en ik koos degene uit waarvan ik dacht dat ik ze interessanter kon maken. [...] Wat ik deed, is veel akkoorden veranderen. Frank, hij wint het van mij qua zingen. Dus ik kan niet beter zingen dan hij, maar ik kan misschien hier of daar een melodie of een akkoord toevoegen waar hij niet aan had gedacht."— Fat Mike

## Nummers
1. "Substitute" (NOFX) - 2:45
2. "Worse Things Happen at Sea" (NOFX) - 3:19
3. "Thatcher Fucked the Kids" (NOFX) - 3:07
4. "Ballad of Me and My Friends" (NOFX) - 1:50
5. "Glory Hallelujah" (NOFX) - 3:27
6. "Scavenger Type" (Frank Turner) - 1:43
7. "Bob" (Frank Turner) - 3:08
8. "Eat the Meek" (Frank Turner) - 3:57
9. "Perfect Government" (Frank Turner) - 2:26
10. "Falling in Love" (Frank Turner) - 4:08

## Muzikanten
NOFX
- Fat Mike - zang, basgitaar
- El Hefe - gitaar, zang
- Eric Melvin - gitaar, zang
- Erik Sandin - drums

Frank Turner & The Sleeping Souls
- Frank Turner - zang, gitaar
- Ben Lloyd - gitaar, zang
- Tarrant Anderson - basgitaar
- Matt Nasir - piano, keyboard, zang
- Nigel Powell - drums, slagwerk, zang

Aanvullende muzikanten
- Tim Brennan - accordeon (track 10)